# オレッグ・ノヴィツキー
オレッグ・ヴィクトロヴィチ・ノヴィツキー（ロシア語: Олег Викторович Новицкий, ラテン文字転写: Oleg Viktorovich Novitskiy, 1971年10月12日 - ）は、ベラルーシのチェルヴェニ出身のロシア空軍中佐であり、2006年に宇宙飛行士に選ばれた。ノヴィツキーは、2012年10月23日にソユーズTMA-06Mで宇宙を訪れ、国際宇宙ステーションに長期滞在して、2013年3月16日に帰還した。その後も2016年、2021年、2024年と飛行を行っている。